# تپه چهار ستون
تپه چهار ستون مربوط به هزاره اول قبل از میلاد است و در شهرستان سلماس، بخش مرکزی، روستای چهار ستون واقع شده و این اثر در تاریخ ۱۷ اسفند ۱۳۸۱ با شمارهٔ ثبت ۷۵۲۹ به‌عنوان یکی از آثار ملی ایران به ثبت رسیده است.